# Peaceful Easy Feeling
«Peaceful Easy Feeling» es una canción interpretada por la banda estadounidense Eagles. Fue publicada el 1 de diciembre de 1972 como el tercer y último sencillo de su álbum debut homónimo.

## Escritura y temática

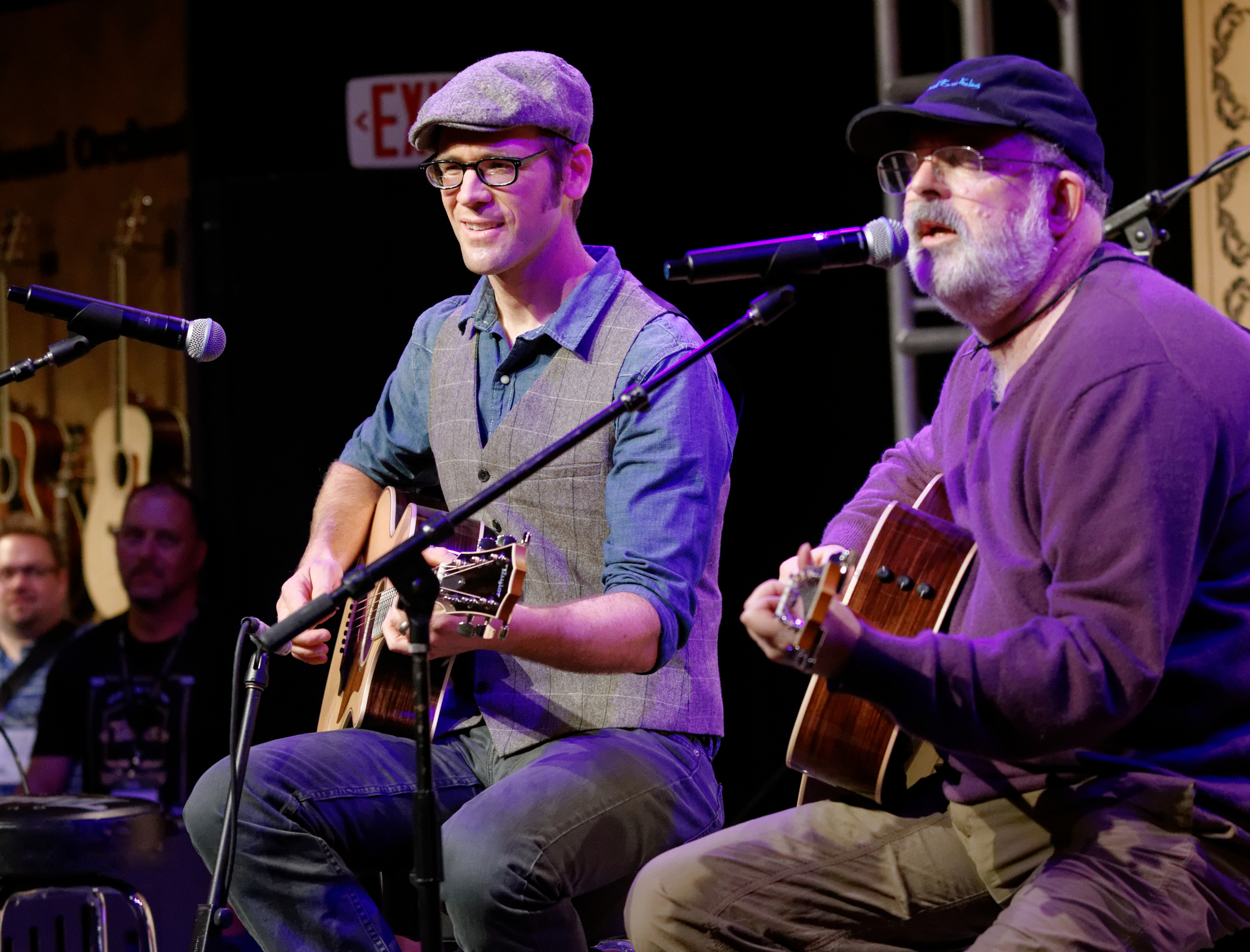
Jack Tempchin (derecha) tocando en vivo junto con Andy Powers en la sala de exposición de Taylor Guitars, 24 de enero de 2014.

Jack Tempchin escribió la canción durante un período en el que actuaba en cafeterías de música folk alrededor de su ciudad natal de San Diego. Un amigo había creado un cartel para anunciar sus actuaciones, que incluía citas falsas de personas famosas que daban fe del talento de Tempchin, que aterrizó en manos del dueño de una tienda en el cercano El Centro, California. Tempchin durmió en el suelo del club la noche de su espectáculo y escribió una primera versión de «Peaceful Easy Feeling» en la parte posterior del cartel. De vuelta en San Diego, Tempchin se alojó en una casa de tipo comunitario con otros músicos cuando llegó la inspiración para completar la canción.

“Nos sentábamos frente al ventanal y mirábamos a las hermosas chicas en el banco de la parada de autobús y nos enamorábamos de ellas hasta que llegaba su autobús. En aquellos días hablábamos de que el amor nunca parece aparecer hasta que dejas de buscarlo. Pero, cuando éramos jóvenes, no podíamos dejar de buscar el amor ni siquiera por un día.”

Durante un siguiente viaje al parque estatal Old Town San Diego, Tempchin vio a una chica con “pendientes de turquesa contra su piel oscura”, que incorporó a la canción. “Supongo que estaba tratando de destilar la belleza de cada chica que veía en palabras escritas en papel y luego en una canción”, afirmó más tarde. Posteriormente, Tempchin completó el tercer verso de la canción en el estacionamiento del establecimiento de comida rápida Der Wienerschnitzel en San Diego.
Algún tiempo después, Tempchin se había mudado a Los Ángeles e intentaba irrumpir en la industria musical junto a Jackson Browne, Glenn Frey y J.D. Souther. Frey escuchó «Peaceful Easy Feeling» y le preguntó si podía desarrollarla más, añadiendo que su nueva banda, Eagles, se acababa de formar ocho días antes. Al día siguiente le presentó a Tempchin un demo en casete de la canción, quien luego comentó: “Era tan bueno que no podía creerlo”.

## Composición y arreglos
La canción fue compuesta en un compás de 4
4 con un tempo de 152 pulsaciones por minuto y está escrita en la tonalidad de mi mayor. Las voces van desde C♯4 a E5. Musicalmente, «Peaceful Easy Feeling» ha sido descrita como una canción de soft rock  y country rock con elementos de folk rock.

## Recepción de la crítica
Un escritor no especificado de la revista Billboard describió la canción como “un esfuerzo country progresivo con sabor pop y letras que penetran y se quedan en la mente”, mientras que Record World lo llamó “música folk country suave en su máxima expresión”.

## Créditos y personal
Créditos adaptados desde las notas de álbum de Eagles.
Músicos
- Glenn Frey – voz principal, guitarra acústica
- Bernie Leadon – guitarra eléctrica, armonía
- Randy Meisner – guitarra bajo, coros
- Don Henley – batería, coros

Personal técnico
- Glyn Johns – productor, ingeniero de audio

## Posicionamiento
| Gráfica (1973)                                | Pico de posición |
| --------------------------------------------- | ---------------- |
| Canadá (RPM Top Singles)                      | 35               |
| Canadá (RPM Adult Contemporary)               | 22               |
| Estados Unidos (Billboard Hot 100)            | 22               |
| Estados Unidos (Billboard Adult Contemporary) | 20               |
| Estados Unidos (Cash Box Top 100)             | 20               |

| Gráfica (2016)                                     | Pico de posición |
| -------------------------------------------------- | ---------------- |
| Estados Unidos (Billboard Rock Digital Song Sales) | 35               |

## Certificaciones y ventas
| País              | Certificación | Ventas  |
| ----------------- | ------------- | ------- |
| Reino Unido (BPI) | Plata         | 200,000 |